# Qallus
Els qallus són els membres d'un grup ètnic oromo que viuen principalment a la zona d'Etiòpia Oriental, sobretot a les regions de Harar i de Dire Dawa. Qallu és el nom que reben els que es consideren descendents d'Abu-Bakr as-Siddiq, el primer califa de l'islam i viuen a l'Etiòpia Oriental, Somàlia i Eritrea.

## Etimologia
Qallu és un nom comú en les tradicions oromos, somalís, hararis i àfars, ja que cadascun d'aquests té un clan anomenar qallu. Tot i els oromos i els somalís s'hi han referit de manera més entusiasta. Es diu que s'utilitza el terme "qallu" per a referir-se als "homes de religió", ja que aquesta és la seva principal ocupació. En el passat la majoria de les persones del clan havien estat sobretot mestres de l'islam.

## Variacions en la descripció dels qallus
Els qallus viuen a Hararghe, la Regió Somali i a Dire Dawa, així com a Djibouti i a Somàlia. La majoria dels qallus d'Etiòpia traçaven la seva genealogia a "Aw Omar Ziyad", a "Aw Qutub" i a Aw Abadir Umar ar-Rida, un erudit al que els Hararis es refereixen com el Sant Patró de Harar. A més, tots els qallus d'Etiòpia diuen que pertanyen al mateix llinatge que els Sheikhal, un clan somali que va ser esmentat repetidament per Sir Richard Francis Burton al seu llibre First Footsteps in East Africa. De totes maneres, a Somàlia, no existeix una tradició clara dels qallus i a vegades són categoritzats com sheikhals, mentre que altres són considerats com a part del clan Fiqi Umar.

## Distribució geogràfica
Richard Burton va descriure que els qallus (sheikhals) estaven dispersos entre els altres clans germans que es podien trobar des de Ifat fins a Ogaden. En l'actualitat, igual que fa 150 anys, els qallus viuen des de Somlia fins a Wello, tot i que les àrees amb majors concentracions de qallus són:
- A Babille, Deder, Jarso i Gursum a Hararghe oriental.
- A la ciutat de Harar
- A la zona de Shinile, a prop de la ciutat de Dire Dawa
- A Habro, Gubba Qoricha, Qunni, Chiro, Boke i Mieso, a la zona de Harargue Occidental.